# Dubbanamardi, Dharwad
Dubbanamardi là một làng thuộc tehsil Dharwad, huyện Dharwad, bang Karnataka, Ấn Độ.